# Мейсснер, Эмма
Эмма Мейсснер (швед. Emma Meissner, 30 октября 1866 — 20 ноября 1942) — шведская оперная певица (сопрано) и театральная актриса.

## Биография
Эмма Оливия Экстрём родилась в 1866 году в Карлстаде. Её родителями были Юхан Фредрик Экстрём и Анна Брита Петтерсон.
В 1881—1883 гг. она пела в хоре в Mindre teatern в Стокгольме. Свою первую роль она исполнила в опере Sjökadetten. В 1884—1885 гг. Эмма училась в стокгольмской консерватории, в дальнейшем училась у Фрица Арльберга и Сигне Хеббе.
После обучения Эмма в 1888—1889 гг. работала в Södra Teatern в Стокгольме. В 1890 году она исполнила роль Ям-Ям в опере «Микадо» в стокгольмском Vasateatern. В 1891 году она выступала вместе с Элизабет Йортберг как певица варьете в разных городах Европы в Норвегии, Дании, Великобритании, Германии. В дальнейшем она работала в Oscarsteatern. Здесь в 1907 году она сыграла главную роль в первой шведской постановке оперетты «Весёлая вдова» Франц, Легар. Всего Эмма участвовала более чем в ста различных постановках.
С 1903 года Эмма стала киноактрисой, сыграв роль в немом фильме «Лили». Всего она снялась в 15 кинолентах.
В 1894—1897 годах Эмма была замужем за казначеем Робертом Бергом. В 1899 году она стала женой Яльмара Мейсснера, до 1925 года работавшего в театрах Альберта Ранфта дирижёром, в Королевской опере и в Гётеборгском симфоническом оркестре.
Эмма Мейсснер ушла из жизни в 1942 году и была похоронена в Стокгольме.

## Фильмография
- Lili (1903)
- Den glada änkan (1907)
- Amerikaminnen (1908)
- Skilda tiders danser (1909)
- Filmdrottningen (1913)
- Hemslavinnor (1923)
- Falska miljonären (1931)
- Vi som går köksvägen (1932)
- Eva går ombord (1934)
- Intermezzo (1936)
- Sara lär sig folkvett (1937)
- Pappas pojke (1937)
- Familjen Andersson (1937)
- Stackars Ferdinand (bortklippt) (1941)
- Fåfängans marknad (1962)